# 가치도키뷰타워

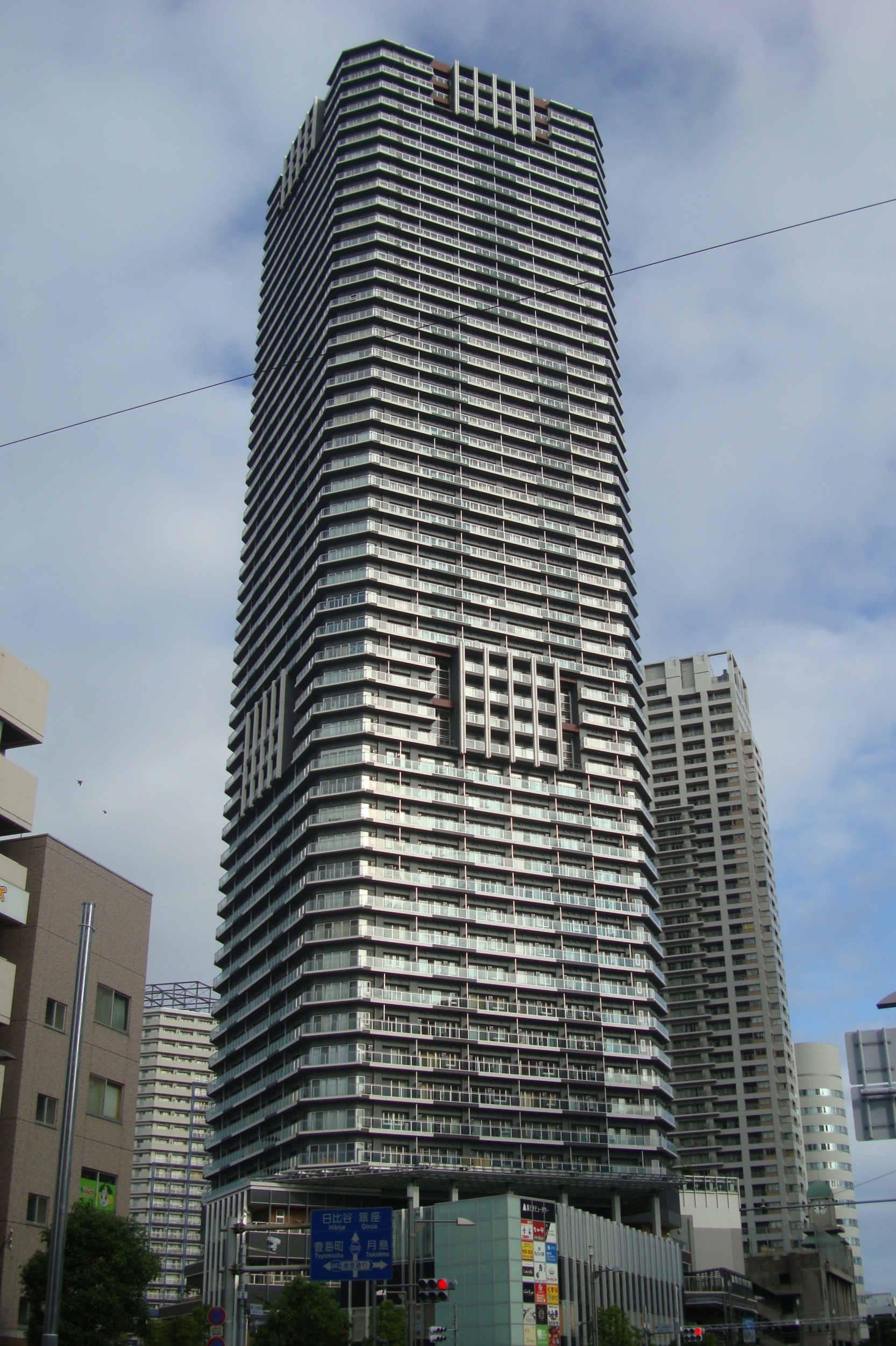
가치도키뷰타워

가치도키뷰타워(일본어: 勝どきビュータワー, 영어: Kachidoki View Tower)는 일본 도쿄도 주오구에 위치한 복합 건물이다. 2010년 8월에 완공되었으며 높이는 192.2(631피트)이다.

## 같이 보기
- 도쿄도의 마천루 목록